# Stade Grimonprez-Jooris
Stade Grimonprez-Jooris – nieistniejący już stadion piłkarski w Lille, we Francji. Istniał w latach 1974–2010. Od 2000 roku jego pojemność wynosiła 21 128 widzów. W latach 1975–2004 swoje spotkania rozgrywali na nim piłkarze klubu Lille OSC.
Stadion powstał w 1974 roku w związku z planami likwidacji Stade Henri-Jooris. Po rozbiórce tego obiektu w 1975 roku grający na nim dotąd piłkarze zespołu Lille OSC przenieśli się na nowy stadion. Klub pragnął, by nowa arena, podobnie jak i poprzedni obiekt, nosiła imię Henriego Joorisa, burmistrz miasta proponował zaś nadanie mu imienia Félixa Grimonpreza; ostatecznie zgodzono się na kompromis i nazwa stadionu zawierała nazwiska obu tych postaci. Obiekt posiadał typowo piłkarski układ, z jednopiętrowymi trybunami na 25 000 widzów, otaczającymi boisko ze wszystkich stron; nad większą częścią tych trybun rozpościerał się dach, jedynie trybuny za bramką od strony północno-wschodniej pozostały odsłonięte. Stadion położony był blisko centrum miasta, obok cytadeli. 1 czerwca 1989 roku rozegrano na nim mecz el. do MŚ Luksemburg – Belgia (0:5). Pod koniec lat 90. XX wieku ze względów bezpieczeństwa pojemność areny ograniczono do 17 000 widzów. W 2000 roku oddano do użytku piętrową trybunę wybudowaną nad niezadaszoną dotąd częścią trybun od strony północno-wschodniej, co zwiększyło pojemność stadionu do 21 128 widzów. Stadion nie spełniał jednak w wystarczającym stopniu wymogów UEFA i część swoich meczów w europejskich pucharach Lille OSC musiał rozgrywać na innych obiektach. Na początku XXI wieku pojawiły się plany budowy nowego stadionu dla klubu poza centrum miasta, ostatecznie jednak przychylono się do koncepcji rozbudowy obecnego obiektu do pojemności 33 000 widzów. W 2004 roku w związku z planami modernizacji drużyna Lille OSC przeniosła się na Stadium Nord Lille Métropole. Ponieważ stadion znajdował się jednak w bezpośrednim sąsiedztwie zabytkowej cytadeli, pojawiły się organizacje protestujące przeciwko rozbudowie obiektu. Ostatecznie projekt zarzucono w styczniu 2005 roku, ale piłkarze Lille OSC zostali już na Stadium Nord Lille Métropole, a Stade Grimonprez-Jooris pozostał opuszczony. W marcu 2010 roku rozpoczęła się jego rozbiórka, ale w związku z obecnością azbestu prace te przedłużyły się do kwietnia 2011 roku. Tymczasem w latach 2010–2012 na przedmieściach Lille wybudowano nowy stadion na 50 000 widzów, na który przenieśli się zawodnicy Lille OSC.